# Pierre Isacsson
Pierre Einar Isacsson, född 1 december 1947 i Bergum i Västergötland, död 28 september 1994 i Estoniakatastrofen (vid tiden bosatt i Sankt Matteus församling i Stockholm), var en svensk sångare och trubadur. 
Isacsson var känd för sin djupa basröst, som han demonstrerade i låten "Då går jag ner i min källare" från 1974. Innan dess var han medlem i Country Four och Family Four, då den senare gruppen bland annat vann Melodifestivalen två år i rad och gjorde stor succé. Under 1980-talet arbetade Isacsson som skådespelare åt Riksteatern samt som röstskådespelare för bland annat Disney, både som berättare och som röst åt rollfigurer.  
Isacsson sålde sammanlagt över 100 000 skivor, själv och med Family Four (ej inräknat singlar). Han blev belönad med flera guldskivor (Pierre!, Family Four – 1971) och en platina (Pierre!).
Den 1 december 2021, den dag som skulle ha varit hans 74-årsdag, släpptes albumet Innan slutet där Isacssons sista låtar, som aldrig blev mer än akustiska demoinspelningar, blivit arrangerade med nya instrument. Yngste sonen Ludvig Isacsson har producerat skivan och sjunger duett med sin far på låten "Eden" där också Janne Schaffer spelar gitarr.
2023 kom SVT-dokumentären Då går jag ner i min källare – filmen om Pierre Isacsson.

## Biografi
Isacsson började sin karriär på 1960-talet först i Country Four, sedan från början på 1970-talet i Family Four. Family Four, som under Isacssons tid i gruppen också inkluderade Marie Bergman, vann Melodifestivalen två år i rad med sångerna "Vita vidder" 1971 och "Härliga sommardag" 1972. De slutade på sjätte respektive trettonde plats i Eurovision Song Contest. Isacsson lämnade Family Four 1974 för en egen karriär. Hiten Då går jag ner i min källare som han skrev tillsammans med Håkan Thanger blev hans största framgång, men samtliga singlar från hans fyra album lyckades väl.
Under 1980-talet antogs Isacsson vid Scenskolan med viss hjälp av Per Myrberg och utbildade sig till skådespelare. Han medverkade i flera musikaler, bland annat som plantan Audrey II i En fasansfull affär (Little Shop Of Horrors), i Fantasticks, "La Cage Aux Folles" på Oscars och som pappan i Karlsson på taket. Tack vare sin basröst fick han ofta uppdrag som speaker/berättare på exempelvis Disneys sagokassetter, gjorde flera inspelningar som berättare på Barna Hedenhös, spelade Bamsefar på skivor och kassetter om Klas Klättermus samt gjorde även rösten som Lucky Luke. Flera låtar spelades även in med kopplingar till Disney, bland annat "När någonting händer i Ankeborg", som återfinns på hyllningsskivan Världens Bästa Kalle.
Under de sista åren av sitt liv bodde Isacsson i Finntorp i Nacka. Han arbetade bland annat på M/S Estonia som underhållare/kryssningsvärd. Efter att ha slutat där gick han in som ersättare för sin vän Alf Robertson, som blivit sjuk, just den dagen Estoniakatastrofen inträffade. I och med olyckan avbröts arbetet med ett helt nytt album. Enligt de överlevande hade Isacsson sitt sista framträdande i Baltic Bar ombord på M/S Estonia. Tidningsartiklar berättar att Isacsson hjälpte många av resenärerna till säkerhet innan han drunknade. Isacsson är begravd på Bromma kyrkogård i Stockholm.
Första advent 2020 släpptes Jul i Sahara, en nyproducerad låt baserad på en av Isacssons demokassetter. Låten avslutas med att han sjunger "God Jul" och går då ner ännu lägre än i Då går jag ner i min källare. Den 1 december 2021 släpptes fullängdsalbumet Innan slutet som visar en helt annan sida. Skivan är producerad av hans yngste son Ludvig Isacsson.

## Diskografi

### Soloalbum
- Pierre! (1974)
- En sommarsaga (1975)
- Hemma (1976)
- Igen (1977)
- Innan slutet (2021)

### Solosinglar
- Så tomt / Vintern med Ann-Marie Amigo P 1968
- Idag är första da'n av resten av ditt liv / Då går jag ner i min källare Polydor 1974
- Jag vill andas samma luft som du / Gratulera mej Polydor 1975
- Låt mej få ta hand om dej / De' har vi
- Dags att gå tack för mig / Pappa sjöng bas Polydor 1975
- Joddlarkungen / Detta är min morgon Polydor 1976
- Gungande / Vägens vänner Polydor 1976
- Var inte rädd jag är hos dig / Jag har ett ljus Polydor 1976
- Victoria / Elefant-Sången Polydor 1976
- Gungande / A place to park Polydor 1976
- Ligg lågt / Sista bussen hem till mejPolydor 1977
- Julmarknadskväll / En ragtime-Melodi Polydor 1977
- Tror du solen räcker till oss / Don Quijote Polydor 1977
- Angelina / Hemma Polydor 1977
- Ge mig en enkel sång / Kör mig hem 1984
- Jul i Sahara (Digital) (2020)

### Country Four – Album
- Hjärtats saga Scan-Disc (SCLP 301).
- Country Four Scan-Disc – 1966
- I vår tid Amigo
- Country Fours bästa Amigo (AMEK 1001)
- Excellent – utgiven ca 1970 (Återutgivning av Scan-Disc)

### Country Four – EP
- Dagdröm (Daydream)/
- Lite solsken varje dag(Little Sunshine)/
- Ann-Cathrin (Walk Right In)/
- Hjärtats saga Scan Disc SCD 45 (P) 1966

Dagdröm var en svensk version av Lovin' Spoonfuls Daydream. Trots att Ann-Cathrin låg på baksidan var det denna låg som kom in på Svensktoppen mellan den 30 juli och 6 augusti 1966. Se .

### Country Four – Singlar
- Du är det allra käraste /Att vara din Scan-Disc 1965
- Timmen blå / Nu grönskar det Scan-Disc
- Hjärtats saga / Lite solsken varje dag Scan-Disc
- Du är det allra käraste / Att vara din/ Vår lilla värld/Rönnbärsblom i maj Scan-Disc
- Dagdröm / Lite solsken varje dag/ Ann-Cathrin/ Hjärtats saga Scan-Disc
- Nå'nstans, nå'ngång / När du kom Amigo
- Nå'nstans, nå'ngång / När du kom/Guantanamera/ Minns i november Amigo 1966
- Vägen till morgonstad / Det går vind över fjärden/ Fröken Blyg/Camp Amigo 1967
- Vägen till morgonstad / Det här är mitt land Amigo 1967
- Små ord av kärlek / Många drog ut men få kom hem igen Amigo 1967
- Jag ska älska dej i alla mina dar / En vänlig vind Amigo 1967
- Råd till dej - och mej / Jag vill vara fri/Idag/Ungdomens stad, Gamla stan Amigo 1968
- Natten har tusen ögon / Vilken härlig dag Amigo 1968
- I'll be your baby tonight / I still wonder why Amigo 1968
- Jag ser en liten fågel / Vi ska gå på Zoo Amigo 1968
- Ge mig plats i din värld / Sommarskymning Amigo 1969
- Vi är alla barn i början / Drömmarnas ö Amigo 1969

### Family Four – Album
- Family Four 1971 Metronome
- Family Four's jul Metronome Records [1971]
- Picknick Metronome P 1972 [utg. juli 1972]
- Family Four på Berns (live) RCA Victor P 1973
- Kalla't va' du vill RCA 1974
- Show med Family Four RCA 1975
- Family Four Singers Polydor 1976 (inspelad under våren och sommaren 1975)

### Family Four – Singlar
- Ta hit din längtan / Kom med mej till kärlekens torg Metronome P 1970 [utg. mars 1970]
- Cielito lindo - si si / Ge mig plats i din värld Metronome P 1970 [utg. augusti 1970]
- Det var inte menat så / En dag fylld av kärlek Metronome P 1971 [utg. februari 1971]
- Vita vidder / Heja mamma Metronome P 1971 [utg. mars 1971]
- Someday, someway / Hello morning, hello sun/ Vita vidder/ I gryningen Metronome P 1971 [utg. maj 1971] Förv
- Familjelycka / Nu kan hela vår värld sjunga med Metronome P 1971 [utg. juli 1971]
- Härliga sommardag / Mr. Bojangles Metronome P 1972 [utg. febr. 1972]
- Don't ever take away my freedom / Ain't that good of the people Metronome P 1972 [utg. juli 1972]
- Tänk om världen var min ändå Metronome P 1972 [utg. oktober 1972]
- Vårt svenska Eldorado / Jag undrar när solen går ner Metronome P 1972 [utg. dec. 1972]
- Lite vänskap / Svik inte mig Metronome Records p 1973
- Kalla't va' du vill / Du RCA Victor P 1973
- Varm korv boogie / Samma sol RCA Victor P 1973
- Folk är inte som man tror / Karnas visa Rca 1974
- Ge mej din hand / En ragtimemelodi RCA Victor 1974
- Det är då du behöver en vän / Att bara vara barn Polydor 1975, fonogram

### Som gästartist/med andra artister
- Fyra kring Donovan Lil Malmkvist
- Björn Skifs - Är vi så rädda för varandra? (Björn Skifs, Pierre Isacsson) 1972
- Pop special (Mats Person Rådberg, Pierre Isacsson, Benny Borg)
- Halleluja (Pierre Isacsson, Anna-Lena Löfgren, Mats Rådberg) Polydor P 1979
- Hejsan det är Lena (Pierre Isacsson, Mats Rådberg, Anna-Lena Löfgren)
- Spelaren Air music 1982 Original: The Gambler av Don Schlitz
- Ett gräs som var så grönt Original: Funky Water av Kris Kristofferson (Alf Robertson, Pierre Isacsson)

### Barnskivor
(som berättare, sångare och/eller skådespelare)
- Snobben, kom hem CBS P 1972
- Disney-Matiné Disneyland 1975
- Disney-Matiné Disneyland 1975
- Bernard & Bianca Disneyland 1978
- Klas Klättermus och de andra djuren i Hackebackeskogen Viking jr 1985
- Barna Hedenhös (av Bertil Almqvist) EMI P 1992
- Världens bästa Kalle: en musikalisk hyllning till Kalle Anka, 60 år Serieförl. 1994
- Barna Hedenhös på vinterresa i Sverige EMI P 1995
- Barna Hedenhös i världsrymden EMI P 1997
- Barna Hedenhös 21 visor EMI P 1997

## Teater

### Roller
| År   | Roll      | Produktion                                                                 | Regi              | Teater        |
| ---- | --------- | -------------------------------------------------------------------------- | ----------------- | ------------- |
| 1982 |           | Sound of Music Richard Rodgers och Oscar Hammerstein II                    | Stig Olin         | Folkan        |
| 1984 | Audrey II | En fasansfull affär (Little Shop of Horrors) Alan Menken och Howard Ashman | Bengt Blomgren    | Riksteatern   |
| 1985 | Mortimer  | Fantasticks (The Fantasticks) Harvey Schmidt och Tom Jones                 | Birgitta Götestam | Riksteatern   |
| 1986 | Renaud    | La cage aux folles Jerry Herman och Harvey Fierstein                       | Mary Bettini      | Oscarsteatern |